# Cuộc vây hãm Antwerp (1914)
Cuộc vây hãm Antwerp diễn ra vài tháng 9 và tháng 10 năm 1914, là một trận vây hãm do Quân đội Đế quốc Đức khởi đầu trên Mặt trận phía Tây của cuộc Chiến tranh thế giới thứ nhất, nhằm vào thành phố cảng Antwerp của Bỉ, và kết thúc với việc quân Đức đánh đuổi quân Hiệp Ước và chiếm được Antwerp. Chiến thắng này được xem là "của trời cho" của Tổng tham mưu trưởng Quân đội Đức là Erich von Falkenhayn, mặc dù phần lớn quân phòng thủ Bỉ và Anh tại đây đã trốn thoát về hướng Tây. Sự thất thủ của cảng Antwerp cùng với một cảng khác là Lille trong cùng tháng 10 năm 1914 đã trở thành một trong những thảm họa cho khối Hiệp Ước trong giai đoạn này.
Sau khi Liège thất thủ vào ngày tháng 8 năm 1914, vua Albert I của Bỉ đã quyết định tổ chức phòng ngự tại Antwerp vào ngày 20 tháng 8 năm ấy, 5 Sư đoàn Bỉ đã đóng cứ tại Antwerp. Cuối tháng 8 và đầu tháng 9 năm 1914, Albert I đã từng phát động những cuộc tấn công nhằm vào quân Đức vốn đang giao chiến với quân Anh trong trận Mons và quân Pháp trong trận Charleroi. Trước tình hình đó, Trung tướng Đức là Hans Hartwig von Beseler phải tiến chiếm cảng này và loại trừ mối đe dọa từ bên sườn của quân Bỉ. Ông có trong tay 5 Sư đoàn cùng với các khẩu trọng pháo và siêu pháo. Vào ngày 28 tháng 9 năm 1914, quân Đức bắt đầu công phá Antwerp. Những quả đạn nặng 1 tấn của các bích kích pháo dài 17 inch đã gây cho dân chúng Antwerp hoảng loạn. Quân Bỉ ở các pháo đài bên ngoài nhanh chóng bị đè bẹp, và quân Bỉ phòng thủ bên trong cũng bị quân Đức dồn vào tường thành. Trước khó khăn đó, Albert I phải cầu cứu Luân Đôn.
Nhận thấy việc phòng vệ Antwerp là có lợi cho Anh Quốc, Bộ trưởng Bộ Hải quân Anh là Winston Churchill đã tăng viện 3 Lữ đoàn Thủy quân lục chiến Anh được trang bị yếu ớt cho quân Bỉ. Tuy nhiên, quân tiếp viện Anh đến vào thời điểm này đã là trễ và không thể xoay chuyển thế trận. Vào ngày 2 tháng 10 năm 1914, quân Đức phá tan hàng phòng ngự đầu tiên của thành phố, và không lâu sau đó thì Chính phủ Bỉ phải di dời tới Ostend. Vào ngày 7 tháng 10 năm ấy, người Đức bắt đầu công pháo vào Antwerp, cho đến ngày 9 tháng 10 năm 1914. Hy vọng của người Bỉ về một "đồn lẻ quốc gia" đã không trở thành hiện thực. Cuối cùng, vào ngày 10 tháng 10 năm ấy, Thống đốc quân sự Bỉ tại Antwerp là Victor Deguise phải đầu hàng. Tuy nhiên, trong ngày 8 tháng 10 năm 1914, vua Bỉ và đội quân tả tơi của ông đã tháo lui khỏi Antwerp cùng với quân Anh. Họ sẽ còn tiếp tục tham gia trong trận Yser và trận Ypres lần thứ nhất. Tuy nhiên, việc chiếm đóng Antwerp đã mang lại lợi thế to lớn cho quân Đức, do thắng lợi này tạo điều kiện cho quân Đức chuyển tầm hướng của mình về phía Tây và có thể phát động tấn công tại vùng Flanders.